# Kinnareds socken
Kinnareds socken i Halland ingick i Halmstads härad, ingår sedan 1974 i Hylte kommun i Hallands län och motsvarar från 2016 Kinnareds distrikt.
Socknens areal är 29,17 kvadratkilometer, varav 28,78 land. Tätorten Kinnared med sockenkyrkan Kinnareds kyrka ligger i socknen. 

## Administrativ historik
Kinnareds socken har medeltida ursprung.
Den 1 januari 1887 (enligt beslut den 10 september 1886) överfördes till Kinnareds socken ½ mantal Ballabo från Drängsereds socken .
Vid kommunreformen 1862 övergick socknens ansvar för de kyrkliga frågorna till Kinnareds församling och för de borgerliga frågorna till Kinnareds landskommun. Landskommunen inkorporerades 1952 i Torups landskommun som 1974 uppgick i Hylte kommun. Församlingen uppgick 2014 i Torups församling.
1 januari 2016 inrättades distriktet Kinnared, med samma omfattning som församlingen hade 1999/2000.
Socknen har tillhört fögderier och domsagor enligt Halmstads härad. De indelta båtsmännen tillhörde Södra Hallands första båtsmanskompani.

## Geografi
Kinnareds socken ligger kring Nissans tillflöde Kilaån. Socknen är en mager skogs- och bergsbygd utanför Kilaåns dalbygd.

## Fornlämningar
Från stenåldern finns boplatser, från bronsåldern finns gravrösen. Från järnåldern finns spridda gravar.

## Namnet
Namnet (1298 Kynnariuth) kommer från en gård. Förleden kan innehåller kin, 'kind' här i betydelsen 'bergssida, sluttning. Efterleden  är ryd, 'röjning'.

## Befolkningsutveckling
| Befolkningsutvecklingen i Kinnareds socken 1750–1990                                                    | Befolkningsutvecklingen i Kinnareds socken 1750–1990 | Befolkningsutvecklingen i Kinnareds socken 1750–1990 | Befolkningsutvecklingen i Kinnareds socken 1750–1990 | Befolkningsutvecklingen i Kinnareds socken 1750–1990 |
| --- | ---------------------------------------------------- | ---------------------------------------------------- | ---------------------------------------------------- | ---------------------------------------------------- |
| |                                                      |                                                      |                                                      |                                                      |
| År |                                                      |                                                      | Folkmängd                                            |                                                      |
| 1750 | 1750                                                 |                                                      | 256                                                  |                                                      |
| 1760 | 1760                                                 |                                                      | 283                                                  |                                                      |
| 1769 | 1769                                                 |                                                      | 293                                                  |                                                      |
| 1780 | 1780                                                 |                                                      | 275                                                  |                                                      |
| 1790 | 1790                                                 |                                                      | 275                                                  |                                                      |
| 1800 | 1800                                                 |                                                      | 298                                                  |                                                      |
| 1810 | 1810                                                 |                                                      | 306                                                  |                                                      |
| 1820 | 1820                                                 |                                                      | 314                                                  |                                                      |
| 1830 | 1830                                                 |                                                      | 342                                                  |                                                      |
| 1840 | 1840                                                 |                                                      | 344                                                  |                                                      |
| 1850 | 1850                                                 |                                                      | 359                                                  |                                                      |
| 1860 | 1860                                                 |                                                      | 425                                                  |                                                      |
| 1870 | 1870                                                 |                                                      | 424                                                  |                                                      |
| 1880 | 1880                                                 |                                                      | 456                                                  |                                                      |
| 1890 | 1890                                                 |                                                      | 550                                                  |                                                      |
| 1900 | 1900                                                 |                                                      | 549                                                  |                                                      |
| 1910 | 1910                                                 |                                                      | 612                                                  |                                                      |
| 1920 | 1920                                                 |                                                      | 643                                                  |                                                      |
| 1930 | 1930                                                 |                                                      | 649                                                  |                                                      |
| 1940 | 1940                                                 |                                                      | 609                                                  |                                                      |
| 1950 | 1950                                                 |                                                      | 671                                                  |                                                      |
| 1960 | 1960                                                 |                                                      | 618                                                  |                                                      |
| 1970 | 1970                                                 |                                                      | 639                                                  |                                                      |
| 1980 | 1980                                                 |                                                      | 611                                                  |                                                      |
| 1990 | 1990                                                 |                                                      | 539                                                  |                                                      |
| Anm: Källor: Umeå universitet - Tabellverket 1749-1859, Demografiska databasen, CEDAR, Umeå universitet |                                                      |                                                      |                                                      |                                                      |